# Chico (Luísa Sonza)
Chico è un singolo della cantante brasiliana Luísa Sonza, pubblicato il 7 marzo 2024 come quarto estratto dal terzo album in studio Escândalo íntimo.
È stato riconosciuto col WME Award alla canzone mainstream, ed è stato candidato per il Latin Grammy alla miglior canzone in lingua portoghese e per due premi Multishow.

## Promozione
Sonza ne ha eseguito una versione alternativa in inglese all'evento Women in Music di Billboard nel marzo 2024.

## Video musicale
Il video musicale, diretto da Felipe Sassi, è stato reso disponibile l'8 settembre 2023 attraverso il canale YouTube dell'artista.

## Tracce
Testi e musiche di Luísa Sonza, Bruno Caliman, Carolzinha, Douglas Moda e Jenni Mosello.
Download digitale – English Version
1. Chico (English Version) – 2:58

## Formazione
- Luísa Sonza – voce
- Douglas Moda – produzione
- Arthur Luna – mastering, missaggio
- Jonathan "Yoni" Asperil – registrazione

## Classifiche

### Classifiche settimanali
| Classifica (2023) | Posizione massima |
| ----------------- | ----------------- |
| Brasile           | 1                 |
| Portogallo        | 5                 |

### Classifiche di fine anno
| Classifica (2023) | Posizione |
| ----------------- | --------- |
| Brasile           | 190       |